# Guillaume de Machaut

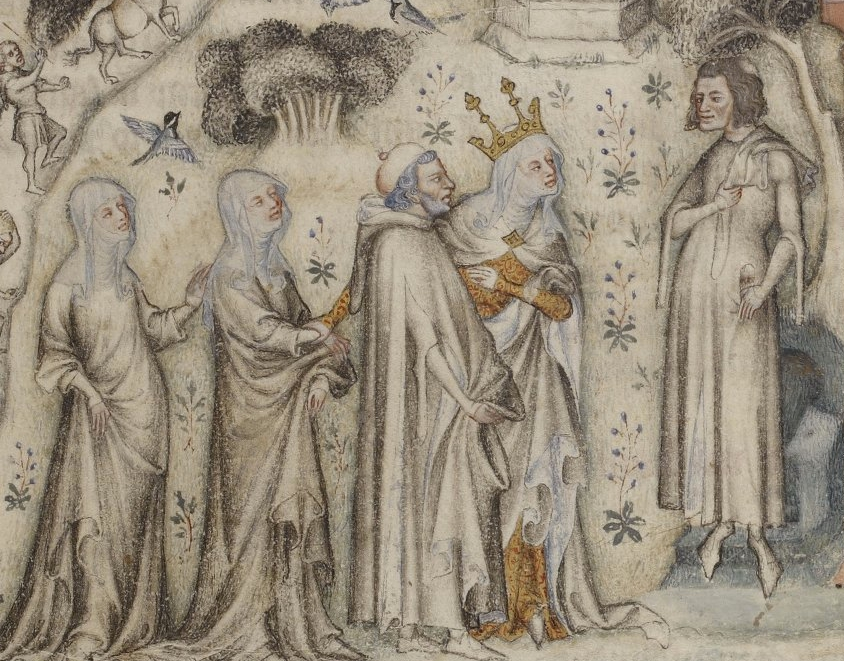
Machaut (höger) tar emot Naturen och tre av hennes barn, från en parisisk handskrift från 1350-talet.

Guillaume de Machaut, ibland stavat Machault, (ca 1300–april 1377) var en mycket betydelsefull medeltida fransk poet och kompositör. Han är en av de tidigaste kompositörerna som det finns mycket information tillgänglig om.
Enligt Daniel Leech-Wilkinson var Guillaume de Machaut "den sista stora poeten som också var kompositör". Långt in på 1400-talet beundrades och imiterades Machauts poesi.
Machaut var och är en av de mest firade kompositörerna från 1300-talet. Han komponerade många verk i många olika stilar. Machaut var en ledande gestalt inom den musikaliska rörelsen ars nova.
Machaut var ledande i utvecklingen av motetten och den sekulära musiken, speciellt inom stilen lai och de musikaliska formerna rondo, virelai och ballad. Machaut komponerade Messe de Nostre Dame, den tidigaste kända mässtonsättningen som har komponerats i sin helhet av en enda kompositör. Detta influerade andra kompositörer i många århundraden då det var en helt ny tanke.

## Machauts liv
Machaut föddes cirka 1300 och utbildades i regionen kring Reims. Trots att Machauts namn troligen härleds från staden Machault i Ardennerna, cirka 30 km öster om Reims, föddes de flesta präster trots allt i Reims.
Machaut arbetade som sekreterare åt Johann den förste, greve av Luxemburg och kung av Böhmen, under perioden 1323-1346. Utöver detta blev han präst någon gång under denna period. Troligen reste han tillsammans med kung Johann i Europa, även på militära expeditioner. Machaut blev utnämnd till präst kanik i Verdun 1330, i Arras 1332 och i Reims 1333. 
1340 hade Machaut bosatt sig i Reims och lämnat sina övriga kyrkliga poster efter begäran av påve Benedictinus XII. När kung Johann sedan dog 1346 i slaget om Crécy tog Machaut tjänst hos olika aristokrater och kungar, bland andra kungens dotter Bonne (som dog i digerdöden 1349), Jean de Berry och Charles, hertig of Normandie (som skulle bli kung Charles V 1364).
Machaut överlevde digerdöden och tillbringade senare delen av sitt liv i Reims där han komponerade och övervakade skapandet av sina manuskript. Hans stora poem Le Voir Dit antas vara självbiografiskt och återberättar en kärleksaffär med en 19-årig flicka, Péronne d'Armentières, även om detta motsagts. När Machaut dog 1377 skrev andra franska kompositörer som Francois Andreieu elegier för att uttrycka sin sorg över Machauts bortgång.

## Poesi
Machaut samlade lyrik omfattar cirka 400 poem inklusive 235 ballader, 76 rondor, 39 virelaier, 24 laier, 7 kungliga sånger med mera. 
Många av Machauts poem är inte tonsatta. Machaut uttryckte tydligt att poemet var viktigare än att komponera musiken till. Förutom de religiösa motetterna och de poem som beskrev krigens fasor handlar de flesta av Machauts lyriska poem om hövisk kärlek och konventioner runt detta, poetens glädjeämnen och smärta och vad man skulle göra för den dam man kurtiserade. Tekniskt beskrivs Machaut som en mästare på rytmik och en föregångare till 1400-talets stora retoriker.
Exempel på arbeten av Guillaume de Machaut:
Le Remède de Fortune (Lyckans botemedel) (ca 1340-t, före 1357)
Jugement du roy de Behainge (Den böhmiska kungens dom) (före 1346)
Dit du Lyon (Historien om lejonet) (1342)
Dit de l'Alérion aka Dit des Quatre Oiseaux (Historien om de fyra fåglarna) (före 1349)
Jugement du roy de Navarre (Den navarranska kungens dom) (1349)
Confort d'ami (1357) 
Dit de la Fontaine amoureuse aka Livre de Morpheus (Historien om den kärleksfulle Fountain) (1361)
Le Voir Dit (En sann historia) (1365)

## Musik
Machaut var en av 1300-talets mest betydande och inflytelserika kompositörer. Hans litterära och musikaliska verk utgavs i illuminerade samlingsutgåvor redan under hans livstid, något som på musikens område är unikt under hela medeltiden. Hans verk omfattar 42 ballades, 33 virelais, 21 rondeaux, 18 lais, 23 motetter, 1 complainte, 1 chanson royale, 1 hoquetus samt den 4-stämmiga Messe de Nostre Dame. Den anses vara den första hela mässan som kan hänföras till en enskild kompositör. Machaut anses vara den sista viktiga representanten för trouvèretraditionen (nordfransk riddardiktning) och den främste representanten för fransk Ars nova.

### Profan musik
Den största delen av Machauts arbeten var profana till sin natur. Hans texter och poesi handlade nästan alltid om hövisk kärlek. Vissa verk kommenterar ett speciellt evenemang eller en betydande dag, som till exempel Motett 18, "Bone Pastor/Bone Pastor". Motetterna är 3-4-stämmiga och isorytmiskt komponerade, där understämman/stämmorna i långa notvärden har latinsk text och de två snabbare överstämmorna oftast har två olika franska texter.

### Sakral musik
Messe de Nostre Dame komponerades troligen för katedralen i Reims under första delen av 1360-talet. Mässan skrevs möjligen till kröningen av Charles V 1364, en tro som har varit allmänt accepterad men idag inte anses sannolik. Kyrie, Sanctus, Agnus dei och Ite missa est är isorytmiskt komponerade, medan de långa texterna Gloria och Credo är komponerade i mer homofon conductusstil.
Det förekommer diskussioner om huruvida denna mässa är en föregångare till de senare cykliska mässorna komponerade av till exempel Guillaume Dufay på 1400-talet eller inte. Dock är inte Machauts mässa lika cyklisk som de senare, då Messe de Nostre Dame inte är skriven i samma tonhöjd genom alla satserna (Kyrie, Gloria och Credo har ett lägre läge och Sanctus, Agnus Dei och Ite Missa Est ett högre). Det finns inte heller ett gemensamt melodiskt tema genom hela mässan. Det finns även de som anser att den inte skrevs i ett svep, även om delarna placerats tillsammans av kompositören. (För mer information se Musical Quarterly, 'the so-called cyclic mass of Guillame De Machaut: new evidence for an old debate' - Elizabeth Keitel.)

## Inspelningar
2004 – Zodiac. Ars Nova and Ars Subtilior in the Low Countries and Europe. Capilla Flamenca. Eufoda 1360. Contains recordings of Riches d'amour et mendians d'amie and Quant je suis mis au retour by Guillaume de Machaut. 

## Eftermäle
Nedslagskratern Machaut på planeten Merkurius och asteroiden 14403 de Machault är uppkallade efter honom.